# Unabhängigkeitsreferendum in Montenegro 2006
Am 21. Mai 2006 fand ein Referendum statt, das über die Unabhängigkeit der Republik Montenegro von der Staatenunion Serbien und Montenegro entschied. Bei einer Wahlbeteiligung von 86,39 %  (419.240 von insgesamt 485.280 der eingetragenen Wahlberechtigten) wurde die notwendige 55-Prozent-Mehrheit mit einem Ergebnis von 55,49 % (230.661) knapp überschritten. 44,51 % oder 185.002 votierten mit Nein, also für den Verbleib Montenegros an der Seite von Serbien in der Staatenunion Serbien und Montenegro. Die Auflösung wurde am 3. Juni 2006 mit der Unabhängigkeitserklärung des montenegrinischen Parlaments in Podgorica vollzogen. Das serbische Parlament in Belgrad erklärte am 5. Juni 2006, Serbien sei der Rechtsnachfolger und Nachfolgestaat von Serbien-Montenegro. Serbien erklärte sich nicht als von Serbien-Montenegro für unabhängig, weil es Montenegro nicht sofort als unabhängigen Staat anerkannte. Am 15. Juni 2006 anerkannte Serbien Montenegro als unabhängig; damit sind beide Staaten endgültig unabhängig.
Die Europäische Union forderte als Voraussetzung für die diplomatische Anerkennung einer Republik Montenegro, dass mindestens 55 % der Abstimmenden die staatliche Selbständigkeit befürworten würden. Bei einer Ablehnung der Selbständigkeit des bisherigen Teilstaates durch mindestens 45 % der Bevölkerung wäre die Föderation weiterhin bestehen geblieben. Wäre das Referendum gescheitert, hätte innerhalb eines Jahres kein weiteres zu dieser Frage abgehalten werden dürfen.
Im geschichtlichen Zusammenhang gesehen besiegelte das Referendum den Zerfall Jugoslawiens, dessen letzter verbleibender Staatenbund im Jahre 2003 formal in Serbien und Montenegro umbenannt wurde, endgültig. Serbien wurde durch die Loslösung Montenegros zu einem Binnenstaat (kein Zugang zum Meer).

## Verfassungsrechtlicher Hintergrund
Die Verfassung von Serbien und Montenegro von 2002 sah Regeln zu Abspaltungsreferenda vor: Laut Artikel 25 der Verfassung durfte erst nach einem Zeitraum von drei Jahren nach ihrer Ratifikation einer der beiden Teilstaaten die Unabhängigkeit erklären. Derselbe Artikel bestimmte auch, dass dafür ein Referendum notwendig war. Allerdings sagt diese Verfassung auch aus, dass beide unterzeichnende Mitgliedstaaten das Recht hatten, Gesetze zu entwerfen, die ein solches Referendum betreffen.
Die Verfassung von Serbien und Montenegro bestimmte weiterhin, dass jener Mitgliedsstaat, der den Bund verlassen will, alle damit verbundenen Rechte der politischen und rechtlichen Kontinuität verwirkt. Der verbliebene Teil war juristisch gesehen der Nachfolgestaat von Serbien und Montenegro. Dies bedeutete konkret, dass der aus der Föderation austretende Staat sich bei allen großen internationalen Institutionen wie beispielsweise den Vereinten Nationen erneut bewerben musste und von der internationalen Gemeinschaft anerkannt werden musste.
Am 15. Juni 2006 erkannte Serbien die Unabhängigkeit Montenegros an und am 28. Juni 2006 wurde Montenegro als 192. Mitgliedsstaat in die Vereinten Nationen aufgenommen.

## Ergebnisse
Die folgende Tabelle zeigt die Ergebnisse nach Gemeinden.

Ergebnisse nach Gemeinden

| Gemeinde          | Registrierte Wähler | Wahlbeteiligung | Wahlbeteiligung | Gültige Ja-Stimmen | Gültige Ja-Stimmen | Gültige Nein-Stimmen | Gültige Nein-Stimmen |
| Gemeinde          | Zahl                | Zahl            | %               | Zahl               | %                  | Zahl                 | %                    |
| ----------------- | ------------------- | --------------- | --------------- | ------------------ | ------------------ | -------------------- | -------------------- |
| Andrijevica       | 4.369               | 3.928           | 89,91           | 1.084              | 27,74              | 2.824                | 72,26                |
| Bar               | 32.255              | 26.382          | 81,79           | 16.640             | 63,67              | 9.496                | 36,33                |
| Berane            | 28.342              | 24.051          | 84,86           | 11.268             | 47,17              | 12.618               | 52,83                |
| Bijelo Polje      | 40.110              | 35.051          | 87,39           | 19.405             | 55,69              | 15.437               | 44,31                |
| Budva             | 12.797              | 11.199          | 87,51           | 5.915              | 53,32              | 5.179                | 46,68                |
| Danilovgrad       | 11.784              | 10.669          | 90,54           | 5.671              | 53,71              | 4.887                | 46,29                |
| Žabljak           | 3.407               | 3.096           | 90,87           | 1.188              | 38,67              | 1.884                | 61,33                |
| Kolasin           | 7.405               | 6.820           | 92,10           | 2.852              | 42,22              | 3.903                | 57,78                |
| Kotor             | 17.778              | 14.897          | 83,79           | 8.200              | 55,70              | 6.523                | 44,30                |
| Mojkovac          | 7.645               | 6.923           | 90,56           | 3.016              | 43,93              | 3.849                | 56,07                |
| Nikšić            | 56.461              | 50.737          | 89,86           | 26.434             | 52,63              | 23.790               | 47,37                |
| Plav              | 12.662              | 8.941           | 70,61           | 7.016              | 78,92              | 1.874                | 21,08                |
| Plužine           | 3.329               | 2.959           | 88,89           | 716                | 24,30              | 2.230                | 75,70                |
| Pljevlja          | 27.882              | 25.268          | 90,62           | 9.115              | 36,28              | 16.009               | 63,72                |
| Podgorica         | 129.083             | 113.915         | 88,25           | 60.626             | 53,67              | 52.345               | 46,33                |
| Rožaje            | 19.646              | 15.239          | 77,57           | 13.835             | 91,33              | 1.314                | 8,67                 |
| Tivat             | 10.776              | 8.800           | 81,66           | 4.916              | 56,45              | 3.793                | 43,55                |
| Ulcinj            | 17.117              | 13.985          | 81,70           | 12.256             | 88,50              | 1.592                | 11,50                |
| Herceg Novi       | 24.487              | 20.220          | 82,57           | 7.741              | 38,66              | 12.284               | 61,34                |
| Cetinje           | 15.077              | 13.538          | 89,79           | 11.532             | 86,38              | 1.818                | 13,62                |
| Šavnik            | 2.306               | 2.123           | 92,06           | 906                | 43,08              | 1.197                | 56,92                |
| Gefängnisinsassen |                     | 495             |                 | 379                | 77,82              | 108                  | 22,18                |
| Montenegro gesamt | 484.718             | 419.236         | 86,49           | 230.711            | 55,50              | 184.954              | 44,50                |